# Данијела Сладић
Данијела Сладић (Земун, 9. август 1981) је српска књижевница, дипломирани мастер туризма и дипломирани комуниколог.

## Рад у туризму
Као особа која је дуги низ година провела радећи у туризму и путујући светом, омогућено јој је да стекне богато искуство и дубоко разумевање различитих култура и дестинација. У београдској туристичкој агенцији радила је 12 година, где је развијала своје вештине у организацији путовања и вођењу туриста. Током тог периода, стекла је посебну страст за откривањем необичних и скривених дестинација, што ју је подстакло да се даље усмери на промоцију мање познатих, али изузетно вредних места.
Након година успешног рада у туристичкој индустрији, Данијела је одлучила да оснује своје удружење Авантуре по Србији Цветић. Kроз ово удружење, посвећује се откривању и промоцији Србије, њених природних лепота, јединствених смештајних капацитета и специјалитета из домаће кухиње. Удружење има мисију да повеже путнике са аутентичним искуствима у Србији, стварајући прилике за истраживање не само најпознатијих, већ и скривених драгуља земље.
Данијела је успешно остварила сарадњу са бројним туристичким организацијама, како на националном, тако и на међународном нивоу. Њено удружење постало је препознатљиво у туристичкој индустрији, а Данијела се често појављује као гост на националним телевизијским фреквенцијама у Србији и иностранству, где делује као амбасадор своје земље, промовишући њене вредности, природну баштину и културну традицију. Kроз свој рад, Данијела инспирише путнике и домаће и стране да открију лепоту Србије, њен аутентичан шарм и богатство.